# أندريه بيير
أندريه بيير (بالإنجليزية: Andre Pierre)‏ هو محامي أمريكي، ولد في 1969 في أركاهاي في هايتي.